# Књижара
Књижара је продавница специјализована за продају књига. Под књижаром се подразумевају, међутим, и продавнице које продају канцеларијску галантерију и опрему за школовање/студирање (свеске, оловке, спајалице итд).